# Manda Scott
Pour les articles homonymes, voir Scott.
Manda Scott est une écrivaine britannique. 

## Biographie
Née en 1962, elle a grandi en Écosse à Glasgow. Vétérinaire de profession - elle a suivi ses études à l'école vétérinaire de l'Université de Glasgow - elle est principalement connue en tant qu'auteure de romans policiers.
Son premier roman, Hen's Teeth (Les Dents de la poule), a été retenu pour le Orange Prize en 1997. Son troisième roman, Stronger than Death (Plus fort que la mort), a reçu le prix d'Angleterre pour la littérature et son quatrième, No Good Deed (Aucun bon contrat), a été nommé dans la catégorie du meilleur roman du prestigieux Edgard Awards en 2003.
Les romans de la série "La Reine celte" sont ses premiers romans historiques. Elle réside actuellement en Angleterre, dans le Shropshire.

## Œuvre

### Romans

#### SérieKellen Stewart
1. Hen's Teeth (1997) (traduction : Sur les dents, Le Masque no 2408, 1998)
2. Night Mares (1998)
3. Stronger Than Death (1999)

#### SérieLa Reine Celte
1. Dreaming the Eagle (2003) (traduction : Le Rêve de l'aigle)
2. Dreaming the Bull (2004) (traduction : Le Rêve du taureau rouge)
3. Dreaming the Hound (2005) (traduction : Le Rêve du chien)
4. Dreaming the Serpent Spear (2006) (traduction : Le Rêve de la lance-serpent)
5. The Emperor's Spy (2010)
6. The Coming Of The King (2011)

#### Autres romans
- No Good Deed (2001) (traduction : Morale à zéro)
- Absolution (2005)
- The Crystal Skull (2007) (traduction : La Prophétie de crystal)